# Alexandra Udženija
Alexandra Udženija (rozená Pecićová, někdy také stylizována jako Aleksandra, srbskou cyrilicí Александра Пецић a Уџенија; * 8. listopadu 1975 Bělehrad, Jugoslávie) je česká politička česko-srbského původu, obchodní manažerka a finanční ředitelka, od roku 2010 zastupitelka hlavního města Prahy, mezi lety 2010 a 2013 radní a od roku 2023 náměstkyně primátora hlavního města, v letech 2021 až 2023 starostka městské části Praha 2 (předtím v letech 2015 až 2021 zástupkyně starostky), v letech 2016 až 2020 byla první místopředsedkyní ODS.

## Život
Narodila se v Bělehradě v bývalé Jugoslávii, její matka Jitka Pecićová je Češka a otec srbský podnikatel Ranko Pecić, rodinný přítel Václava Klause. Má sestru Gabrielu, která žila s Petrem Žaludou, bývalým generálním ředitelem Českých drah. Rodiče se přestěhovali do Prahy, když jí byly pouhé tři týdny. Většinu svého dětství prožila v Praze 1 a Praze 10. Kvůli režimu se v 80. letech 20. století odstěhovala s maminkou a sestrou zpět do Jugoslávie. Do Československa se vrátila v roce 1992 a střední školu dokončila na Obchodní akademii Heroldovy sady v Praze 10. Později vystudovala bakalářský obor marketing a management na Anglo-American College v Praze, inženýrský titul získala na Vysoké škole ekonomické v Praze.
Od roku 1998 je členkou představenstva akciové společnosti AGENS PLUS, která se zabývá průzkumem trhu a veřejného mínění. Od roku 2007 je navíc místopředsedkyní představenstva v akciové společnosti R.G.S. (jedná se o velkoobchod). Do roku 2009 byla též výkonnou ředitelkou v rodinné firmě zaměřené na oděvnictví.
V letech 2002 až 2006 působila jako členka výboru Společenství vlastníků jednotek Budovy Rezidenčního centra Zvonařka čp. 2536 a od roku 2012 byla po určitou dobu členkou dozorčí rady nadace Museum Kampa – Nadace Jana a Medy Mládkových.
Alexandra Udženija je vdaná. Její manžel Edvard Udženija je Chorvat, spolu mají dvě dcery. Žijí v Praze; trvalé bydliště političky je v Praze 2.

## Politické působení
Od roku 2003 je členkou ODS. Ve straně byla v minulosti členkou výkonné rady a je členkou regionální rady regionálního sdružení ODS Praha, a to z titulu zástupkyně krajské samosprávy. Po roce 2005 předsedala několik let oblastnímu sdružení ODS Praha 2.
V komunálních volbách v roce 2006 byla za ODS zvolena zastupitelkou městské části Praha 2. Následně byla zvolena radní městské části, oblastmi jejího působení v radě byly zóny placeného stání, volnočasové aktivity a sport. Zároveň působila jako členka Finanční komise, členka Majetkové komise a předsedkyně Komise pro zónu placeného stání a dopravní opatření. Ve volbách v roce 2010 post zastupitelky městské části obhájila, ale skončila v pozici radní. Také ve volbách v roce 2014 svůj mandát obhájila, v listopadu 2014 byla zvolena členkou rady městské části a v červnu 2015 pak zástupkyní starostky pro oblast sociální a zdravotnictví.
V komunálních volbách v roce 2010 byla za ODS zvolena zastupitelkou hlavního města Prahy a na konci listopadu 2010 se stala radní hlavního města pro oblast majetku a podpory podnikání. Obecně prospěšná organizace Kverulant.org ji obvinila z účelového zbourání unikátního historického zimního stadiónu Štvanice v roce 2011. Podle protikorupční organizace Kverulant byl stadion uveden úmyslně do zanedbaného stavu, protože tehdejší radní pro majetek Aleksandra Udženija byla zkorumpovaná  firmou Meridianspa, která na místě zbořeného stadionu chtěla postavit hotel.
Po rozpadu městské koalice ODS a TOP 09 však byla z této pozice v květnu 2013 odvolána. V komunálních volbách v roce 2014 mandát zastupitelky hlavního města obhájila. Působí ve výboru pro výchovu a vzdělávání, který současně plní úkoly v oblasti sociální politiky; dále pak ve výboru pro legislativu, veřejnou správu, protikorupční opatření a informatiku a ve výboru pro národnostní menšiny. Je také členkou komise pro udělování grantů v oblasti národnostních menšin a integrace cizinců a komise pro udělování grantů v oblasti sociálních služeb. Zároveň zastává post předsedkyně klubu zastupitelů za ODS.
Dne 16. ledna 2016 se na 27. kongresu ODS stala 1. místopředsedkyní ODS, když ve funkci vystřídala Jana Zahradila. Získala 239 hlasů od 464 delegátů (tj. 52 %). Na 28. kongresu ODS v Ostravě v lednu 2018 tento post obhájila.
V komunálních volbách v roce 2018 obhájila mandát zastupitelky hlavního města Prahy, když kandidovala na 2. místě kandidátky ODS. Obhájila také post zastupitelky městské části Praha 2. V prosinci 2021 byla zvolena starostkou městské části, když na svůj post rezignovala Jana Černochová, jelikož se stala ministryní obrany ČR. V březnu 2023 uvedla, že vzhledem k nově nabyté funkci náměstkyně primátora rezignuje na funkci starostky městské části, a to nejpozději k červnu 2023. Na funkci starostky městské části pak 19. června 2023 skutečně rezignovala.
Po zasedání Rady hlavního města Prahy 29. dubna 2019 obvinila spolu s dalšími opozičními zastupiteli radu z falšování zápisu z tajného hlasování o rekonstrukci Libeňského mostu. Podle Udženije „celá situace vypadá jako úmyslné falšování zápisu z úředního jednání.“ Falšování zápisu se však nepodařilo ani po třech měsících prokázat.
Na 29. kongresu ODS v Praze v lednu 2020 obhajovala post 1. místopředsedkyně strany. Získala však jen 217 hlasů z 434 platných a funkci překvapivě neobhájila. Jejím nástupcem se nakonec stal Zbyněk Stanjura. V komunálních volbách v roce 2022 obhájila z pozice členky ODS na kandidátce koalice SPOLU (tj. ODS, TOP 09 a KDU-ČSL) post zastupitelky hlavního města Prahy. Byla též zvolena zastupitelkou městské části Praha 2, a to jako lídryně kandidátky „ODS a TOP 09 - SPOLEČNĚ PRO Prahu 2“. Obhájila též post starostky městské části Praha 2. Dne 16. února 2023, téměř pět měsíců od komunálních voleb, byla zvolena nová Rada hlavního města Prahy. Alexandra Udženija se v ní stala náměstkyní primátora zodpovědnou za oblast sociálních věcí, bydlení a zdravotnictví.